# Steven Horwitz
Steven Horwitz  (7 de Fevereiro de 1964 - 27 de junho de 2021) foi um economista estadunidense da Escola Austríaca de Economia.

## Infância e educação
Horwitz nasceu em Detroit, Michigan, filho de Ronald e Carol Horwitz.  Ele cresceu em Oak Park e concluiu os estudos na Berkley High School em Berkley (Michigan) em 1981. Ele terminou  seu bacharelado em Economia e Filosofia na Universidade de Michigan em 1985, onde ele participou de diversos grupos de estudos libertaristas e escreveu com o grupo de comédia "Sunday Funnies/Comedy Company".
Ele concluiu seu mestrado (1987) e Ph.D. (1990) em Economia pela Universidade George Mason.  Na George Mason, ele estudou com Don Lavoie, George Selgin, Karen Vaughn, James M. Buchanan, Don Boudreaux, e Richard E. Wagner.

## Histórico profissional
Em 1989, Horwitz entrou para o departamento de economia da Universidade St. Lawrence. Em 1993, ele foi indicado para a cadeira inaugural em economia Flora Irene Eggleston. Ele foi promovido para professor associado em 1995 e para professor titular em 2002. Em 1999, ele ganhou o prêmio anual Frank Piskor Lectureship, e em 2003 recebeu o prêmio J. Calvin Keene, que reconheceu seu padrão acadêmico, ensino eficaz e padrão moral. Em 2007, Horwitz foi eleito pela faculdade um Catedrático Charles A. Dana.
Na St. Lawrence, Horwitz serviu como diretor associado de 2001–2007, observando o programa dedicado aos primeiros anos de graduação. Ele era conhecido por ser um especialista em programas de moradia estudantil e em pesquisas de ensino e habilidades de comunicação para alunos do primeiro ano. Ele também foi diretor interino do centro de ensino e aprendizado de 2003 a 2004.
Horwitz era membro dos seminários de verão do Institute for Humane Studies e da Foundation for Economic Education. No verão de 2007, ele foi um acadêmico visitante no centro de filosofia social na Universidade Bowling Green State.  Horwitz também era um acadêmico sênior afiliado do Mercatus Center da Universidade George Mason, onde conduziu pesquisas sobre o papel do Wal-Mart e da Coast Guard na resposta ao Furacão Katrina.
A maioria dos trabalhos profissionais de Horwitz estão na área de teoria monetária e macroeconomia na perspectiva da Escola Austríaca de Economia, com o livro Microfoundations and Macroeconomics:  An Austrian Perspective (2000) melhor resumindo sua obra. Em Monetary Evolution, Free Banking, and Economic Order, ele defende o free banking (sistema bancário completamente desregulamentado). Ele contribuiu para a economia austríaca, debate do cálculo e econômico sob o socialismo e história do pensamento econômico assim como o pensamento social de Friedrich Hayek. No fim de sua vida dedicou-se a  exploração da teoria econômica e social da família. Seu texto Open Letter to My Friends on the Left de setembro de 2008 foi uma leitura panorâmica da análise libertária da crise das hipotecas, e foi traduzido em cinco idiomas.
Também dedicou-se a contribuição no debate secular a respeito do cálculo econômico sob o socialismo, sendo contraponto a forma complexas e mais atuais do socialismo computacional proposto por Cottrell e Cockshott.

## Curiosidades
Fora de seus interesses profissionais, Horwitz era um grande fã de hockey, especialmente do time Detroit Red Wings, e rock clássico, especificamente a banda canadense Rush. Ele combinou seu hobby e interesse profissional num artigo acadêmico sobre o Rush, em 2003.

## Livros e Monografias

### Como autor
- Monetary Evolution, Free Banking, and Economic Order, (Westview Press, 1992) ISBN 0-8133-8514-8.
- 'Of Human Action but not Human Design’: Liberalism in the Tradition of the Scottish Enlightenment, 1999 Annual Frank P. Piskor Lecture, (St. Lawrence University, 2000) ASIN: B0006RFQ0G.
- Microfoundations and Macroeconomics: An Austrian Perspective, (Routledge, 2000) ISBN 0-415-19762-7. Co-vencedor em 2001 do Smith Prize in Austrian Economics[11] pela melhor contribuição para a economia austríaca publicada nos últimos três anos.

## Artigos selecionados

### Como autor e coautor
- “Beyond Equilibrium Economics:  Reflections on the Uniqueness of the Austrian Tradition,” (com Peter J. Boettke e David L. Prychitko), Market Process, 4 (2), Outono de 1986, pp. 6–9, 20-25.
- “Competitive Currencies, Legal Restrictions, and the Origins of the Fed:  Some Evidence from the Panic of 1907,” Southern Economic Journal, 56 (3), Janeiro de 1990, pp. 639–49.
- “Monetary Exchange as an Extra-Linguistic Social Communication Process,” Review of Social Economy, 50 (2), Verão de 1992, pp. 193–214.
- “Money, Money Prices, and the Socialist Calculation Debate,” Advances in Austrian Economics, 3, 1996, pp. 59–77.
- “Capital Theory, Inflation, and Deflation:  The Austrians and Monetary Disequilibrium Theory Compared,” Journal of the History of Economic Thought, 18 (2), Outono de 1996, pp. 287–308.
- “Monetary Calculation and Mises’s Critique of Planning,” History of Political Economy, 30 (3), Outono de 1998, pp. 427–50.
- “From The Sensory Order to the Liberal Order: Hayek’s Non-rationalist Liberalism,” Review of Austrian Economics, 13 (1), Março de 2000, pp. 23–40.
- “From Smith to Menger to Hayek: Liberalism in the Spontaneous Order Tradition,” The Independent Review, 6 (1), Verão de 2001, pp 81–97.
- “The Costs of Inflation Revisited,” Review of Austrian Economics, 16 (1), Março de 2003, pp. 77–95.
- “The Functions of the Family in the Great Society,” Cambridge Journal of Economics, 29 (5), Setembro de 2005, pp. 669–84.
- “Heterogeneous Human Capital, Uncertainty, and the Structure of Plans: A Market Process Approach to Marriage and Divorce” (with Peter Lewin), Review of Austrian Economics, 21 (1), Março de 2008, pp. 1–21.
- “Making Hurricane Response More Effective: Lessons from the Private Sector and the Coast Guard During Katrina” Policy Comment #17, Mercatus Center, Washington, DC, 19 de Março de 2008.